# Viñeta

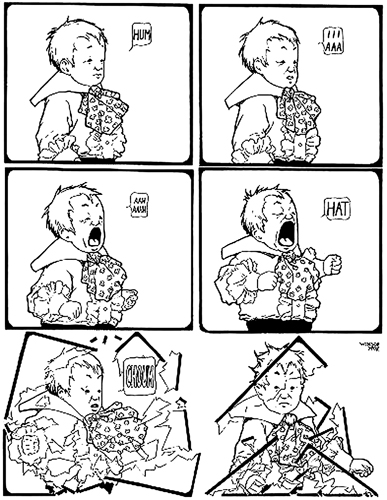
Juego de viñetas en esta página de Little Sammy Sneeze.

En la historieta, una viñeta —palabra proveniente del francés vignette— es un recuadro delimitado por líneas que representa un instante de la historia. Se la considera como la representación pictográfica del mínimo espacio y/o tiempo significativo, y constituye la unidad mínima del montaje del cómic. Este espacio acotado y escénico recoge una acción dibujada y en ocasiones un texto, por lo que dentro de ella suelen coexistir el lenguaje icónico y a veces también el lenguaje verbal. Al espacio que separa las viñetas se le conoce como «calle» (en inglés gutter).

## Lectura

Diagrama de lectura de un manga.

El orden de lectura de la viñetas se vincula con el sistema de escritura y se lee de arriba abajo y de izquierda a derecha, de tal forma que en Occidente se leen normalmente de izquierda a derecha y de arriba abajo, mientras que en países con la escritura de derecha a izquierda (por ejemplo Japón) las viñetas se leen de derecha a izquierda (sentido en el que también se pasan las páginas) y de arriba abajo. La mayoría de las traducciones recientes de manga en Occidente se publican ya en el sentido original (de derecha a izquierda), respetando la forma en que fueron diseñados por sus autores.

## Elaboración
Históricamente, se trazaba con tiralíneas. Como indicaba Enrique Lipszyc

Antes de comenzar la visualización a lápiz de la composición, se trazan solamente las líneas horizontales de los recuadros. Una vez que se tiene la medida de los anchos de los cuadros, se trazarán las verticales divisorias.

## Elementos

### El encuadre
El encuadre es la parte seleccionada en la viñeta. Lógicamente, al mismo fragmento escogido, se le pueden aplicar diferentes encuadres en función del objetivo perseguido. 
Los personajes y decorados tienen un volumen en la viñeta mayor o menor según la importancia del papel que desempeñen. Esta dimensión visual se denomina plano.

### Las onomatopeyas
Las onomatopeyas son un recurso muy frecuente y útil en las historietas.

### La perspectiva
Un objeto se ve más pequeño cuanto más lejos está. Para conseguir este efecto sobre un plano de dos dimensiones se utiliza la perspectiva, y para ello se determina el punto de fuga en la línea del horizonte (como muestra el autor del cómic con el Sol). 
Esta línea puede estar dentro o fuera de la viñeta (en este caso dentro). La profundidad se consigue dibujando con trazos más firmes y gruesos lo que está cerca, y más finos y desdibujados lo que aparece más lejos (huellas).

### El movimiento
Para expresar el movimiento, el cómic recurre al cambio de lugar y tamaño de la figura, por medio de las distintas perspectivas, y también mediante la llamada figura o línea cinética: 
La línea cinética es un recurso del autor para indicar la dirección, sentido, velocidad, etc. de un movimiento.

### La iluminación
Es un elemento de la historieta y un recurso del autor fundamental para iluminar una viñeta y dotarla de volumen y profundidad. La luz del día se obtiene iluminando desde arriba, y la noche se consigue con sombras alargadas y con el contraste entre el negro y un foco de luz. 

### La composición
La composición de una viñeta consiste en distribuir y organizar todos los elementos que la integran. En la composición tienen un papel muy importante la simetría o asimetría en la distribución de los elementos, el equilibrio de masas o compensación de pesos y volúmenes, la profundidad y la perspectiva..

### Color de la historieta
El color es un recurso del autor que no solo sirve para iluminar las historias. Los autores profesionales saben «narrar» con el color. El color define y separa secuencias, lugares y tiempos, y además expresa sensaciones y sentimientos.

### La gestualidad
La expresividad del cuerpo (expresión corporal) y de la cara (expresión facial) es un recurso fundamental del autor que se emplea para reflejar estados de ánimo o maneras de ser de los personajes.

### El bocadillo y el cartucho
El texto suele aparecer en la historieta de dos formas: en el bocadillo o globo, y en el cartucho. 
- Un bocadillo puede tener formas muy diversas (normalmente ovalada), y sirve para que los personajes del tebeo hablen. En él se distinguen la silueta (superficie donde se escribe el texto) y el delta (**** que apunta hacia el personaje). Los más utilizados y conocidos son: de diálogo, de pensamiento, colectivo...
- El cartucho suele ser de forma rectangular y lo utiliza el narrador para aclarar la viñeta, localizarla espacio-temporalmente, explicar la acción, etc.